# 法本公司

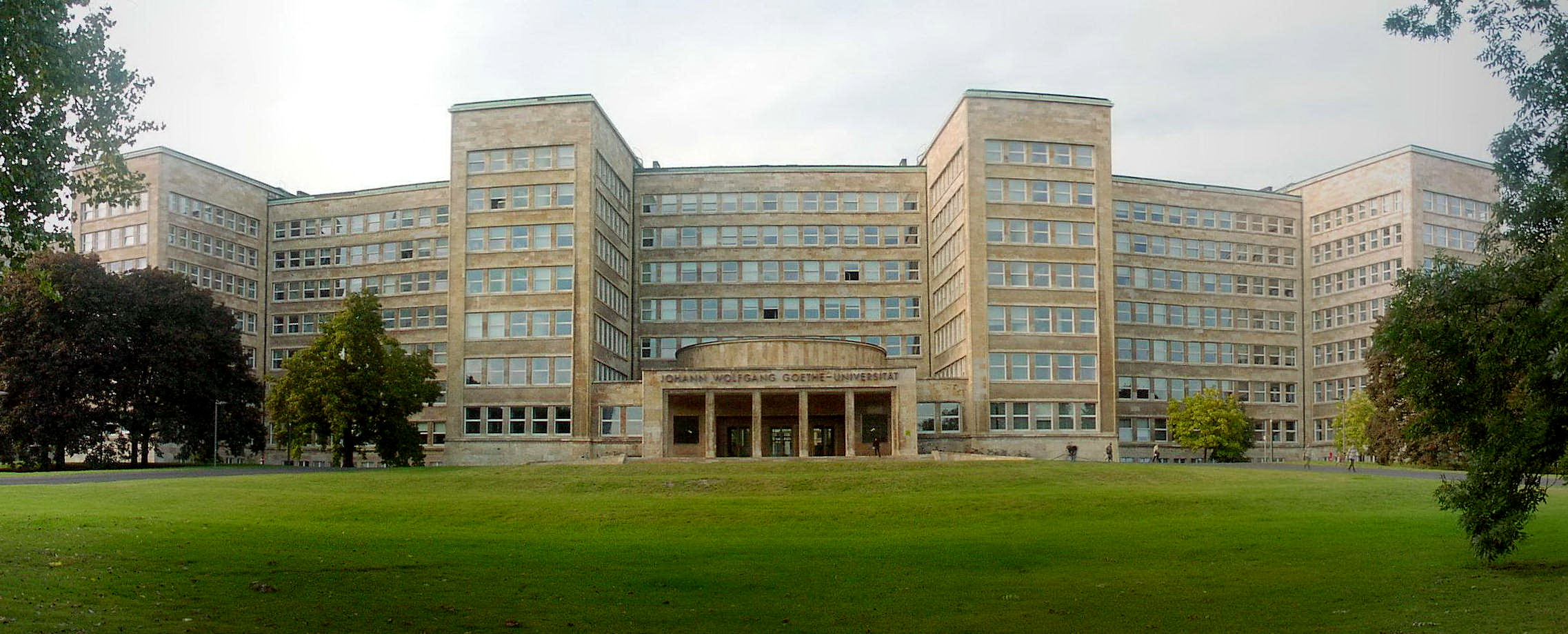
位于美茵河畔法兰克福的法本公司总部，现为法兰克福大学所使用

法本公司（德語：I.G. Farben AG），全称“染料工业利益集团”（Interessen-Gemeinschaft Farbenindustrie AG），德国化工及制药综合企业，1925年由若干自第一次世界大战起即有紧密合作关系的大型化工公司合并组成。全盛时期的法本为全欧洲最大的企业及世界最大的化工和制药企业。
法本公司的科学家为化工和制药工业的各个领域均作出了显著的贡献。其科学家发现了首类抗生素，革命性革新了医学研究并“开启了医药的新时代”。奥托·拜耳于1937年发现了合成聚氨酯的聚加成反应。多名法本公司的研究人员曾获诺贝尔奖，如1931年的卡尔·博施和弗里德里希·贝吉乌斯（化学奖：“发明与发展化学高压技术”）、1939年的格哈德·多马克（生理学或医学奖：“发现百浪多息的抗菌效果”）及1950年的库尔特·阿尔德（化学奖：“发现并发展了双烯合成法”）。
该公司在20世纪20年代与德国人民党有所联系，并因此被纳粹党指责为“国际性资本主义犹太公司”。十年后，它成为了纳粹党的主要赞助者，并在1933年纳粹党夺权后成为其重要政府承包商。为德国的战争努力提供了重要物资，在整个十年，法本公司清洗了其犹太雇员，其余犹太员工于1938年离开。该公司在1940年代被称为“第三帝国中最臭名昭著的德国工业公司”。1951年法本公司被拆分为其原先四家最大的构成企业，他们仍然位居世界最大的化工和医药企业。现今其继承企业为爱克发、巴斯夫、拜耳和赛诺菲。

## 创始成员

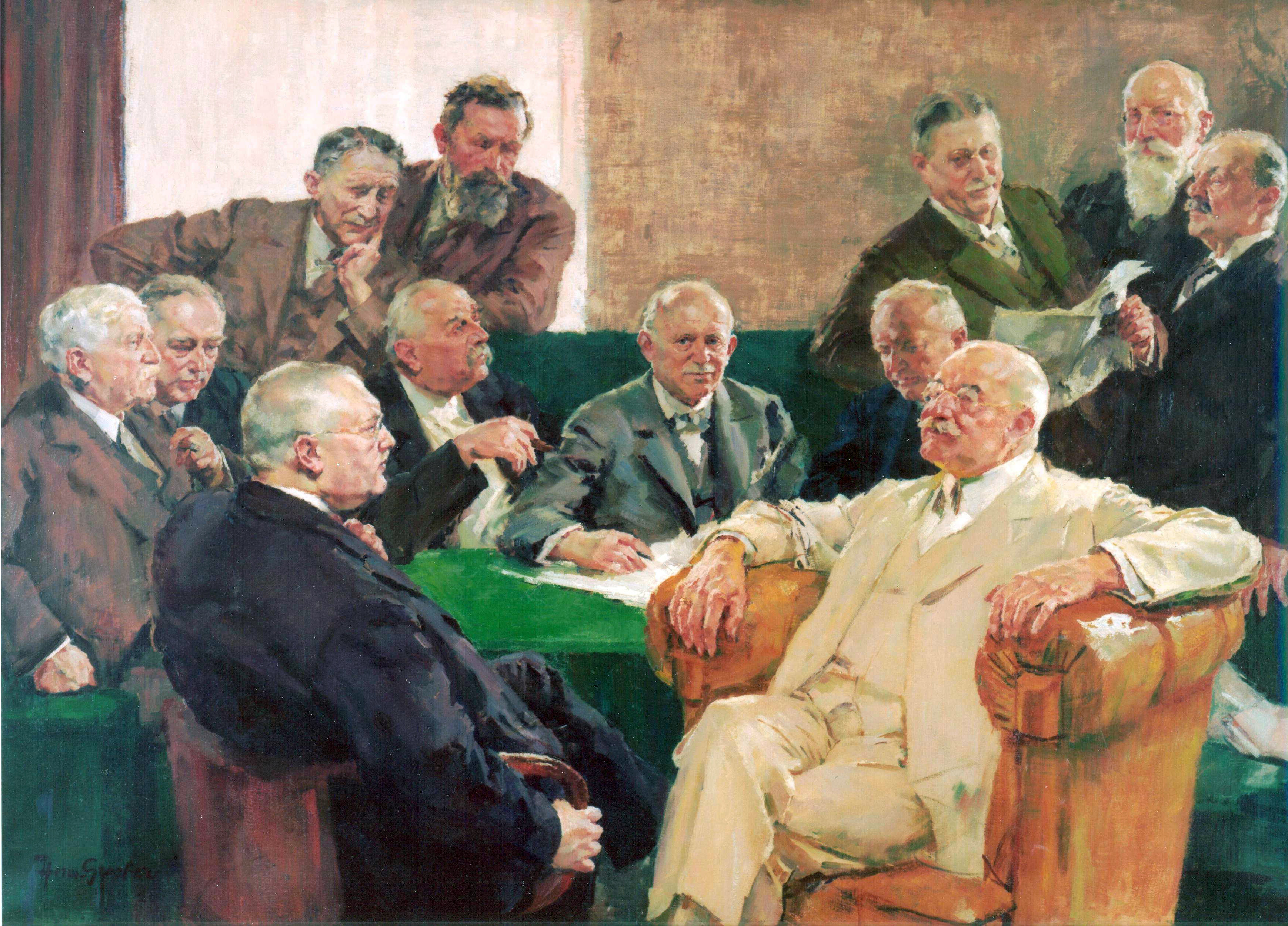
1926年法本公司的监事会，有亚瑟·冯·温伯格、卡尔·穆勒、埃德蒙·特米尔、阿道夫·豪瑟、弗朗茨·奥本海姆、西奥多·普列宁格、恩斯特·冯·西姆森、瓦尔特·冯·拉斯、威廉·卡勒、卡尔·博施、卡爾·馮·韋恩堡和卡尔·杜伊斯堡，其中4人为犹太人

法本公司创建于1925年12月25日，它是由6家公司合并而成的：
- BASF
- 拜耳公司
- 霍伊斯特公司（包括卡塞拉公司和卡勒化学工厂）
- 爱克发·吉华集团
- 格里斯海姆电子化学工厂
- 韦勒化学工厂

## 历史

### 法本公司的前身
在20世纪初德国化学工业在世界合成染料市场占据主导地位。BASF、拜耳和赫斯特公司作为三家规模较大的公司拥有几百种不同的染料产品，与之一道的还有爱克发·吉华集团、卡塞拉、卡勒化学工厂、格里斯海姆电子化学工厂和韦勒化学工厂这五家规模相对较小的企业，韦勒化学工厂主营高品质的特种染料。1913年这八家企业的染料产量占据了全世界供应量的90%，其中它们80%的染料产品销往海外。三家主要企业已对产业链上游基本原料的生产做了整合并开始将业务扩展到诸如药物、摄影胶片、农用化学品和电化学产品等其他领域。与其他的工业领域不同，这些德国化工企业的最高决策权握在职业经理人手中，而企业创始人和他们的家族对此的影响力有限。因此经济历史学家阿尔弗雷德·杜邦·钱德勒将这些德国的染料企业称为“世界上第一批真正的管理工业企业”。

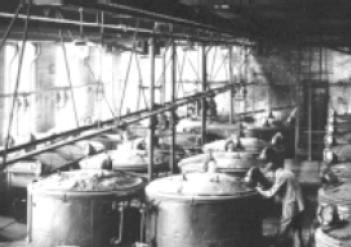
巴斯夫于1890年的靛蓝生产

随着全球合成染料和一些其他化工产品市场被德国企业主导，这些德国公司为争夺市场份额开始展开激烈竞争。虽然有过成立卡特尔的尝试，但成立的卡特尔仅维持了几年。其他人则提议形成利润分享安排机制或利益集团。与此相反，拜耳的主席卡尔·杜伊斯贝格主张合并。在1903年春前往美国游历期间，他拜访了诸如标准石油、美国钢铁公司、国际纸业和美铝这几家美国的大型托拉斯。1904年回到德国后他在与赫斯特公司高级经理古斯塔夫·冯·布吕宁的备忘录中提出进行一次染料和药品生产商的全国性合并。 赫斯特和一些药品公司拒绝加入，而是在1904年通过与卡塞拉公司相互持股结盟。这促使杜伊斯贝格和BASF的主席海因里希·冯·布伦克加速了之间的谈判。1904年10月拜耳、BASF和爱克发·吉华公司三者间结成利益集团，这种商业合作的方式避免了公司之间的恶性竞争，共同分享技术成果，与当时流行于美国的托拉斯相似。
第一次世界大战期间，为了加强对化学工业的军事指导，在德国政府授意下，另5家利用煤焦油制造合成染料的公司于1916年参加了这一利益集团，它们是：
- 卡塞拉公司/Cassella（Leopold Cassella & Co., GmbH, Frankfurt）
- 格里斯海姆电子化学工厂/Chem. Fabrik Griesheim-Elektron, Griesheim
- 韦勒化学工厂/Chem. Fabriken vorm. Weiler ter Meer, Uerdingen
- 赫斯特公司/Hoechst（Farbwerke vorm. Meister, Lucius u. Brüning, Höchst a. Main）
- 卡勒公司/Kalle（Kalle & Co. AG, Wiesbaden-Biebrich）

该集团内的各家公司都保持独立的地位，其股票单独交易，各自结算利润，但统一调配生产原料，垄断了德国的化学工业市场。在第一次世界大战期间，化学家卡尔·博施和弗里茨·哈伯发现了利用氮气制造氨的方法，大量制造炸药原料硝酸钾，其研究人员还研制出毒气。

### 法本公司的成立
1925年8月，在博施的提议下，8家公司正式组成了法本公司，即“染料工业利益集团”，博施担任董事会主席，购买了利用煤炭氢化法制造人工合成燃料的专利。1926年，法本公司在莱比锡附近的洛伊纳建造了第一家人工合成燃料工厂。1926年，法本公司有14亿帝国马克的市值和10万人的劳动力，其中有2.6％是受过大学教育，18.2％是受薪的专业人士，和79.2％的工人。巴斯夫是名义上的幸存者；股份全部为巴斯夫的股票交换。
法本公司大楼于1931年完成，它是设在德国美茵河畔法兰克福集团企业的总部。
1938年，该公司有218000名员工。

### 第二次世界大战期间
在纳粹德国制定占领捷克斯洛伐克和入侵波兰计划的过程中法本公司与纳粹政权密切配合，向纳粹指明哪些占领区的化学工厂应予保留并移交给法本公司。战争期间协助建构营中营、生产被用于种族灭绝的齊克隆B氰化氢毒气。
1941年，美國對德國宣戰後，因法本公司和當時的德國納粹政府關係密切，所以美國政府沒收法本公司的附屬企業在美國的資產。

### 第二次世界大战后
1947年8月27日至1948年7月30日，国际军事法庭在纽伦堡對涉案的二十一名法本公司董事進行審判，其中十一人分別依其在奥斯威辛集中营中奴役與掠奪受害者的各項犯行被判處二至八年不等的徒刑。
二戰後，法本公司被盟國勒令解散，並於1952年清算，拆分為10家公司。

## 产品
法本公司的产品包括合成染料、丁腈橡胶、聚氨酯、百浪多息、氯喹和齐克隆B等。沙林也是由法本公司首次发现的。
法本公司的化学家在化学研究的多个领域做出过基础性的贡献。1937年奥托·拜尔发现了通过加成聚合合成聚氨酯。包括卡尔·博施、弗里德里希·贝吉乌斯、格哈德·多马克、库尔特·阿尔德在内的多位法本公司的化学家曾被授予诺贝尔奖。

## 参阅
- 法本公司大楼